# قائمة هجمات الولايات المتحدة ضد سوريا خلال الحرب الأهلية السورية
قائمة هجمات الولايات المتحدة ضد سوريا خلال الحرب الأهلية السورية تحوي الهجمات والغارات التي نفذتها القوات الأمريكية وقوات التحالف ضد وحدات الجيش السوري والقوات المتحالفة معه.
بصرف النظر عن الهجوم الصاروخي الذي وقع في أبريل 2017، أعلن البنتاغون رسميًا أن جميع الهجمات الأخرى نفذت دفاعًا عن قوات سوريا الديمقراطية أو جيش مغاوير الثورة في قاعدة التنف.
ادعت الولايات المتحدة أن بعض الهجمات كانت عرضية، مثل غارة دير الزور في سبتمبر 2016، والتي قُتل فيها جنود من الجيش السوري.

## قائمة الهجمات
| تاريخ          | موقع                                                      | ملاحظات | مراجع                |
| -------------- | --------------------------------------------------------- | --- | -------------------- |
| 17 سبتمبر 2016 | بالقرب من مطار دير الزور، دير الزور                       | كانت غارة دير الزور الجوية عبارة عن سلسلة من 37 غارة جوية قام بها التحالف الذي تقوده الولايات المتحدة بالقرب من مطار دير الزور في شرق سوريا في 17 سبتمبر 2016، قتل ما بين 90 و 106 جنود من الجيش السوري وجرح 110 آخرين. قالت الولايات المتحدة إن الهدف كان مقاتلي تنظيم الدولة الإسلامية وأن الهجوم على الجنود السوريين كان بسبب خطأ في تعريف القوات البرية، في حين أن الحكومتين السورية والروسية ادعى أنها كانت هجومًا متعمدًا على القوات السورية. دفع الهجوم روسيا إلى طلب اجتماع طارئ لمجلس الأمن الدولي. في وقت لاحق، ألغت الحكومة السورية وقف إطلاق النار الذي جاء نتيجة لأشهر من الجهود الدبلوماسية المكثفة من قبل الحكومتين الأمريكية والروسية. | [ 3 ]                |
| 7 أبريل 2017   | مطار الشعيرات العسكري، غرب محافظة حمص                     | أمر الرئيس الأمريكي دونالد ترامب بضربة جوية ضد الحكومة السورية ردا على الهجوم الكيميائي لخان شيخون في 4 أبريل. أعطت الولايات المتحدة حليفة سوريا، روسيا، تحذير مسبق من الغارة الجوية، التي سمحت الحكومة لإزالة معظم الطائرات من قاعدة جوية في وقت مبكر. تم تدمير تسع وعشرين طائرة، وقتل سبعة إلى تسعة جنود، بما في ذلك جنرال. | [ 4 ]                |
| 18 مايو 2017   | التنف، شرق محافظة حمص                                     | نفذت الطائرات الأمريكية غارات جوية على المركبات، بما في ذلك دبابة وجرافة تابعة للميليشيات الموالية للحكومة التي كانت تؤسس مواقع قتالية داخل منطقة منع النزاع في التنف. دمرت دبابتان وقتل ثمانية جنود. | [ 5 ] [ 6 ]          |
| 6 يونيو 2017   | التنف، شرق محافظة حمص                                     | شنت الطائرات الأمريكية غارات جوية على أكثر من 60 جندي، ودبابة، ومدفعية، وأسلحة مضادة للطائرات، ومركبات تقنية مسلحة من القوات الموالية ل الحكومة، دخلت منطقة فض الاشتباك في التنف. أسفر الهجوم عن مقتل عدد غير معروف من الرجال ودمر قطعتين من المدفعية ومدفع مضاد للدبابات ودبابة. | [ 7 ]                |
| 8 يونيو 2017   | التنف، شرق محافظة حمص                                     | طائرة F-15E الأمريكية تسقط طائرة بدون طيار مسلحة تديرها سوريا وتدمر طائرة أخرى شاحنتين مسلحتين تابعتين للقوات الموالية للحكومة التي تحركت بالقرب من مقاتلين مدعومين من الولايات المتحدة في التنف. | [ 8 ]                |
| 18 يونيو 2017  | جعيدين، جنوب شرق محافظة الرقة                             | أسقطت طائرة إف/إيه-18إي/إف الأمريكية طائرة SU-22 تابعة لسلاح الجو السوري بعد أن قيل إنها قصفت مقاتلي قوات سوريا الديمقراطية في جعيدين. وذكر بيان للجيش السوري أن الطائرة كانت في مهمة مهاجمة مقاتلي داعش. | [ 9 ] [ 10 ]         |
| 20 يونيو 2017  | التنف، شرق محافظة حمص                                     | طائرة F-15E الأمريكية تسقط طائرة بدون طيار من طراز شاهد 129 مسلحة تديرها سوريا تتقدم باتجاه المقاتلين المدعومين من الولايات المتحدة في التنف. | [ 11 ]               |
| 7 فبراير 2018  | خشام، وسط محافظة دير الزور                                | نفذت قوات التحالف بقيادة الولايات المتحدة ضربات جوية ومدفعية لتدمير القوات الموالية للحكومة التي كانت تتقدم ضد مقر قيادة قوات سوريا الديمقراطية، حيث يعيش أعضاء التحالف تحت القيادة الأمريكية. وورد أن أكثر من 100 جندي موال للحكومة قتلوا وأصيب المئات. بالإضافة إلى ذلك، ذكرت وسائل الإعلام السورية أن 10 من المرتزقة الروس قد قتلوا. | [ 12 ] [ 13 ] [ 14 ] |
| 10 فبراير 2018 | الطابية، وسط محافظة دير الزور                             | طائرة أمريكية بدون طيار MQ-9 Reaper تدمر دبابة T-72 للقوات الموالية للحكومة خلال غارة جوية بالقرب من حقل الغاز في الطابية. الدبابة نفسها لم تطلق النار على قوات سوريا الديمقراطية والائتلاف، ولكن عناصر أخرى من التشكيل فعلت. | [ 15 ] [ 16 ]        |
| 14 أبريل 2018  | دمشق، محافظة دمشق / حمص، محافظة حمص                       | قصفت الولايات المتحدة والمملكة المتحدة وفرنسا أهدافا يعتقد أنها منشآت حكومية لأسلحة كيميائية ردا على الهجوم الكيميائي في دوما. | [ 17 ]               |
| 29 أبريل 2018  | بالقرب من مدينة دير الزور في شرق الفرات، محافظة دير الزور | الجيش السوري، مع ما يعتقد أنه ميليشيات مدعومة من إيران، استولت على قرى شرق الفرات بالقرب من بلدة دير الزور تحت سيطرة القوات الكردية خلال مواجهة نادرة مع قوات سوريا الديمقراطية. في وقت لاحق من نفس اليوم، استعادت القوات الأمريكية الأراضي في هجوم مضاد بقيادة وحدات حماية الشعب بمساعدة طائرات التحالف الأمريكية التي أقلعت من القواعد الأمريكية في شمال سوريا. ووفقاً لدبلوماسي غربي ومصدر من قوات سوريا الديمقراطية، فقد قصفت طائرات التحالف الأمريكي قوات مهاجمة من الجيش السوري وربما ميليشيا إيرانية. | [ 18 ]               |